# Partikulární katolické církve a liturgické obřady
Možná hledáte: Místní církev
Partikulární církev či místní církev (latinsky ecclesia particularis) je církevní společenství věřících v čele s biskupem (nebo jeho obdobou), jak je definováno katolickým kanonickým právem a eklesiologií. Liturgický obřad, soubor liturgií vycházejících ze společného historického nebo regionálního kontextu, závisí na partikulární církvi, k níž biskup (nebo jeho ekvivalent) patří. „Partikulární církev“ se tedy vztahuje k instituci a „liturgický obřad“ k jejím liturgickým zvyklostem.
Existují dva druhy partikulárních církví:
1. Autonomní partikulární církev sui iuris: seskupení partikulárních církví s odlišnou liturgickou, duchovní, teologickou a kanonickou tradicí.[1] Největší takovou autonomní partikulární církví je latinská církev. V čele ostatních 23 východních katolických církví stojí biskupové, z nichž někteří jsou titulováni jako patriarchové nebo vyšší arcibiskupové. V tomto kontextu jsou deskriptory autonomní (řecky αὐτόνομος, romanizovaně autónomos) a sui iuris (latinsky) synonymní a znamenají „vlastního práva“.

1. Místní církev: diecéze (nebo eparchie), v jejímž čele stojí biskup (nebo jeho ekvivalent), obvykle shromážděná v rámci národního uskupení pod biskupskou konferencí. Existují však i jiné formy, včetně apoštolských vikariátů, apoštolských prefektur, vojenských ordinariátů, osobních ordinariátů, osobních prelatur a územních opatství.[2]

Liturgické obřady jsou také dvojího druhu:
1. Liturgický obřad: liturgický obřad závislý na tradici autonomní církve sui iuris. Katolické liturgie se obecně dělí na latinské liturgické obřady latinské církve a různé východní katolické liturgie ostatních 23 církví sui iuris.
2. Katolický řádový liturgický ritus: varianta liturgického obřadu výjimečně závislá na konkrétním řeholním řádu.

## Církve

### Seznam církvísui iuris
|        | Název                               | Založení       | Obřad         | Sídlo                                                            | Uspořádání                    | Jurisdikce | Biskupové | Členové       |
| ------ | ----------------------------------- | -------------- | ------------- | ---------------------------------------------------------------- | ----------------------------- | ---------- | --------- | ------------- |
|        | Koptská katolická církev            | 1741           | Alexandrijský | Katedrála Panny Marie, Káhira, Egypt                             | Patriarchát                   | 8          | 13        | 187,320       |
|        | Eritrejská katolická církev         | 2015           | Alexandrijský | Katedrála Kidane Mehret, Asmara, Eritrea                         | Metropolitát                  | 4          | 4         | 167,722       |
|        | Etiopská katolická církev           | 1846           | Alexandrijský | Katedrála Narození Panny Marie, Addis Abeba, Etiopie             | Metropolitát                  | 4          | 4         | 70,832        |
|        | Arménská katolická církev           | 1742           | Arménský      | Katedrála sv. Eliáše a sv. Řehoře Osvětitele, Bejrút, Libanon    | Patriarchát                   | 18         | 16        | 757,726       |
|        | Albánská řeckokatolická církev      | 1628           | Byzantský     | Prokatedrála Panny Marie a sv. Ludvíka, Vlora, Albánie           | Apoštolská administratura     | 1          | 2         | 4,028         |
|        | Běloruská řeckokatolická církev     | 1596           | Byzantský     | žádné                                                            | žádné                         | 0          | 0         | 9,000         |
|        | Bulharská řeckokatolická církev     | 1861           | Byzantský     | Katedrála Zesnutí Panny Marie, Sofie, Bulharsko                  | Apoštolský exarchát           | 1          | 1         | 10,000        |
|        | Chorvatská řeckokatolická církev    | 1611           | Byzantský     | několik                                                          | neexistuje jednotná struktura | 2          | 2         | 42,965        |
|        | Řecká katolická církev              | 1911           | Byzantský     | několik                                                          | neexistuje jednotná struktura | 2          | 2         | 6,016         |
|        | Maďarská řeckokatolická církev      | 1912           | Byzantský     | Katedrála v Hajdúdorogu, Debrecín, Maďarsko                      | Metropolitát                  | 3          | 4         | 262,484       |
|        | Italsko-albánská církev             | 1784           | Byzantský     | několik                                                          | neexistuje jednotná struktura | 3          | 2         | 55,812        |
|        | Makedonská řeckokatolická církev    | 2001           | Byzantský     | Katedrála Nanebevzetí Panny Marie, Strumica, Severní Makedonie   | Eparchie                      | 1          | 1         | 11,374        |
|        | Melchitská řeckokatolická církev    | 1726           | Byzantský     | Katedrála Zesnutí Panny Marie, Damašek, Sýrie                    | Patriarchát                   | 29         | 35        | 1,568,239     |
|        | Rumunská řeckokatolická církev      | 1697           | Byzantský     | Katedrála Nejsvětější Trojice, Blaj, Rumunsko                    | Arcibiskupství maior          | 7          | 8         | 498,658       |
|        | Ruská řeckokatolická církev         | 1905           | Byzantský     | žádné                                                            | žádné                         | 2          | 0         | 3,200         |
|        | Rusínská řeckokatolická církev      | 1646           | Byzantský     | Byzantská katolická katedrála sv. Jana Křtitele, Pittsburgh, USA | Metropolitát                  | 6          | 8         | 417,795       |
|        | Slovenská řeckokatolická církev     | 1646           | Byzantský     | Chrám svatého Jana Křtitele, Prešov, Slovensko                   | Metropolitát                  | 4          | 6         | 211,208       |
|        | Ukrajinská řeckokatolická církev    | 1595           | Byzantský     | Patriarchální katedrála Kristova vzkříšení, Kyjev, Ukrajina      | Arcibiskupství maior          | 35         | 50        | 4,471,688     |
|        | Chaldejská katolická církev         | 1552           | Východosyrský | Katedrála Panny Marie Bolestné, Bagdád, Irák                     | Patriarchát                   | 23         | 23        | 628,405       |
|        | Syrsko-malabarská katolická církev  | 50. léta n. l. | Východosyrský | Katedrála Panny Marie, Ernakulam, Kérala, Indie                  | Arcibiskupství maior          | 35         | 63        | 4,251,399     |
|        | Maronitská katolická církev         | 4. stol.       | Západosyrský  | Katedrála v Bkerké, Bkerké, Libanon                              | Patriarchát                   | 29         | 50        | 3,498,707     |
|        | Syrská katolická církev             | 1781           | Západosyrský  | Syrská katolická katedrála sv. Pavla, Damašek, Sýrie             | Patriarchát                   | 16         | 20        | 195,765       |
|        | Syrsko-malankarská katolická církev | 1930           | Západosyrský  | Katedrála Panny Marie, Pattom, Kérala, Indie                     | Arcibiskupství maior          | 12         | 14        | 458,015       |
|        | Římskokatolická církev              | 1. stol.       | Latinské rity | Arcibazilika sv. Jana Lateránského, Řím, Itálie                  | Patriarchát                   |            |           | 1,295,000,000 |
|        | Ostatní                             |                | různé         | several                                                          | Ordinariáty                   | 6          | 6         | 47,830        |
| Celkem |                                     |                |               |                                                                  |                               | 2,851      | 5,304     | 1,313 mld.    |

Poznámky k tabulce[t 1–10]:
1. ↑  Běloruská řeckokatolická církev je neorganizována a od roku 1960 ji spravují apoštolští vizitátoři.
2. 1 2  Byzantská katolická církev v Chorvatsku a Srbsku se skládá ze dvou jurisdikcí: Řeckokatolická eparchie Križevci zahrnuje Chorvatsko, Slovinsko a Bosnu a Hercegovinu a Byzantská katolická eparchie Ruski Krstur zahrnuje Srbsko. Eparchie Križevci je v zahraniční provincii a eparchie Ruski Krstur bezprostředně podléhá Svatému stolci.
3. 1 2  Řecko-byzantská katolická církev se skládá ze dvou nezávislých apoštolských exarchátů, které zahrnují Řecko a Turecko. Každý z nich bezprostředně podléhá Svatému stolci.
4. 1 2  Italsko-albánská řeckokatolická církev se skládá ze dvou nezávislých eparchií (se sídlem v Lungro a Piana degli Albanesi) a jednoho územního opatství (se sídlem v Grottaferratě), které bezprostředně podléhají Svatému stolci.
5. 1 2  Ruská řeckokatolická církev má dva apoštolské exarcháty (jeden pro Rusko a jeden pro Čínu), z nichž každý bezprostředně podléhá Svatému stolci a každý je po desetiletí neobsazený. Novosibirský biskup Joseph Werth byl Svatým stolcem jmenován ordinářem pro východní katolické věřící v Rusku, i když ne jako exarcha neaktivního apoštolského exarchátu a bez vytvoření formálního ordinariátu.
6. ↑  Rusínská katolická církev nemá jednotnou strukturu. Zahrnuje metropolii se sídlem v Pittsburghu, která pokrývá celé Spojené státy, ale také eparchii na Ukrajině a apoštolský exarchát v České republice, které jsou přímo podřízeny Svatému stolci.
7. ↑  Pět ordinariátů pro východokatolické věřící je víceobřadových a zahrnuje věřící všech východních katolických obřadů na svém území, kteří jinak nepodléhají místnímu ordináři vlastního obřadu. Šestý je výhradně byzantský, ale zahrnuje všechny byzantské katolíky v Rakousku bez ohledu na to, ke které konkrétní byzantské církvi patří.
8. ↑  Šest ordinariátů sídlí v Buenos Aires (Argentina), Vídni (Rakousko), Belo Horizonte (Brazílie), Paříži (Francie), Varšavě (Polsko) a Madridu (Španělsko).
9. ↑  Technicky vzato má každý z těchto ordinariátů svého ordináře, který je biskupem, ale všichni biskupové jsou latinští biskupové, jejichž hlavním zařazením je latinský stolec.
10. ↑  více než 640 arcidiecézí

### Eklesiologie
Hlavní článek: Katolická ekleziologie
V katolické ekleziologii je církev hierarchicky uspořádané shromáždění věřících, ať už na celém světě (katolická církev), nebo na určitém území (partikulární církev). Aby byla církev svátostí (znamením) mystického těla Kristova ve světě, musí mít hlavu i údy – Kol 1, 18 (Kral, ČEP). Svátostným znamením Kristovy hlavy je svátostná hierarchie – biskupové, kněží a jáhni.
Přesněji řečeno, je to místní biskup s kněžími a jáhny, kteří jsou shromážděni kolem něj a pomáhají mu v jeho úřadu učit, posvěcovat a řídit – Mt 28, 19–20 (Kral, ČEP); Tit 1, 4–9 (Kral, ČEP). Církev je tedy plně svátostně přítomna (prostřednictvím znamení) všude tam, kde je znamení Kristovy hlavy, biskupa a těch, kdo mu pomáhají, a znamení Kristova těla, křesťanských věřících. Každá diecéze je proto považována za partikulární církev.
Na celosvětové úrovni je znamením Krista-hlavy papež, a aby byly jednotlivé církve, ať už místní nebo autonomního obřadu, katolické, musí být ve společenství s tímto znamením Krista-hlavy. Skrze toto plné společenství se svatým Petrem a jeho nástupci se církev stává univerzální svátostí spásy až do konce světa – Mt 28, 20 (Kral, ČEP).
Slovo „církev“ se používá pro katolickou církev jako celek, který je chápán jako jediná církev: množství národů a kultur uvnitř církve a velká rozmanitost darů, úřadů, podmínek a způsobů života jejích členů nejsou v rozporu s jednotou církve. V tomto smyslu slova „církev“ má seznam církví v katolické církvi pouze jeden člen, a to samotnou katolickou církev (zahrnující římskou a východní církev).
V rámci katolické církve existují místní partikulární církve, jejichž nejznámější formou jsou diecéze. Mezi další formy patří územní opatství, apoštolské vikariáty a apoštolské prefektury. Kodex kanonického práva z roku 1983 uvádí: „Partikulární církve, v nichž a z nichž existuje jediná katolická církev, jsou především diecéze. Pokud není zřejmý opak, jsou diecézi rovnocenné: územní prelatura, územní opatství, apoštolský vikariát, apoštolská prefektura a trvale zřízená apoštolská administratura.“ Seznam katolických diecézí, kterých k 31. prosinci 2011 bylo 2834, je uveden na adrese Seznam diecézí katolické církve.
V rámci katolické církve existují také seskupení místních partikulárních církví, které sdílejí specifické liturgické, teologické, duchovní a kanonické dědictví, odlišující se od jiných dědictví na základě kulturních a historických okolností. Tyto církve se nazývají autonomní („sui iuris“). Kodex kánonů východních církví z roku 1990 definuje takovou církev následovně: „Skupina Kristových věřících hierarchicky propojená v souladu s právem a výslovně nebo mlčky uznaná nejvyšší církevní autoritou se v tomto kodexu nazývá autonomní církví.“ Takových autonomních katolických církví je 24. Jedná se o jednu latinskou církev (tj. západní) a 23 východních katolických církví, přičemž toto rozlišení je již spíše historické než geografické. Ačkoli každá z nich má své specifické dědictví, všechny jsou v plném společenství s papežem v Římě.
Na rozdíl od „rodin“ nebo „federací“ církví, které vznikly na základě vzájemného uznání ze strany různých církevních orgánů, se katolická církev považuje za jedinou církev („plné společenství“, „jedno tělo“) složenou z množství jednotlivých církví, z nichž každá je, jak bylo řečeno, ztělesněním plnosti jediné katolické církve. Partikulární církve v rámci katolické církve, ať už se jedná o autonomní rituální církve (např. koptská katolická církev, melchitská katolická církev, arménská katolická církev atd.) nebo diecéze (např. arcidiecéze Birmingham, arcidiecéze Chicago atd.), totiž nejsou považovány za pouhé větve, divize nebo části většího těla. Z teologického hlediska je každá z nich považována za ztělesnění jedné, celé katolické církve na určitém místě nebo pro určité společenství. „Právě v nich a z nich utvořená existuje jediná a jedinečná katolická církev“.

### Partikulární církvesui iuris
Hlavní články: Sui iuris, Římskokatolická církev a Východní katolické církve
Existuje 24 autonomních církví: jedna latinská církev a dvacet tři východních katolických církví, což je nyní spíše historické než geografické rozlišení. Výraz sui iuris znamená doslova „vlastní právo“, tedy samosprávný. Ačkoli se všechny partikulární církve hlásí ke stejnému přesvědčení a víře, jejich odlišnost spočívá v rozmanitém vyjadřování této víry prostřednictvím jejich tradic, disciplín a kanonického práva. Všechny jsou ve společenství se Svatým stolcem.
Kodex kanonického práva z roku 1983 používá pro tento druh zvláštní církve jednoznačný výraz „autonomní rituální církev“ (latinsky Ecclesia ritualis sui iuris). Kodex kánonů východních církví z roku 1990, který se zabývá především tím, co Druhý vatikánský koncil nazval „partikulárními církvemi nebo obřady“, toto označení zkrátil na „autonomní církev“ (latinsky: Ecclesia sui iuris).

### Místní partikulární církve
V katolickém učení je každá diecéze (termín latinské církve) nebo eparchie (termín východní církve) také místní nebo partikulární církví, i když nemá autonomii výše popsaných autonomních církví:
Diecéze je část Božího lidu svěřená biskupovi, aby ji s pomocí svého kléru vedl tak, aby věrná svému pastýři a jím formovaná v jedno společenství v Duchu svatém skrze evangelium a eucharistii tvořila jednu partikulární církev, v níž je skutečně přítomná a činná jedna, svatá, katolická a apoštolská církev Kristova.
Kodex kanonického práva z roku 1983, který se zabývá pouze latinskou církví, a tedy pouze jednou autonomní partikulární církví, používá pojem „partikulární církev“ pouze ve smyslu „místní církev“, jak je uvedeno v kánonu 373:
Zřízení jednotlivých církví je v kompetenci pouze nejvyššího orgánu; jakmile jsou církve zákonně zřízeny, zákon jim sám dává právní subjektivitu. (Latinsky: Unius supremae auctoritatis est Ecclesias particulares erigere; quae legitime erectae, ipso iure personalitate iuridica gaudent.)
Standardní forma těchto místních nebo partikulárních církví, v jejichž čele stojí biskup, se v latinské církvi nazývá diecéze a ve východních církvích eparchie. Na konci roku 2011 byl celkový počet všech těchto jurisdikčních oblastí (neboli „sídel“) 2834.

#### Místní partikulární církev v Římě
Hlavní články: Svatý stolec a Diecéze Řím
Za ústřední místní církev je považován Svatý stolec, tedy římská diecéze. Biskup, papež, je považován ve výjimečném smyslu za nástupce svatého Petra, hlavního (nebo „knížete“) apoštolů. Katechismus katolické církve cituje dokument II. vatikánského koncilu Lumen gentium a uvádí:  „Papež, římský biskup a Petrův nástupce, ,je trvalým a viditelným zdrojem a základem jednoty jak biskupů, tak celého společenství věřících.ʻ“
Všechny katolické partikulární církve, ať už latinské nebo východní, místní nebo autonomní, jsou z definice v plném společenství se Svatým stolcem v Římě.

## Obřady
Viz též: Liturgický obřad

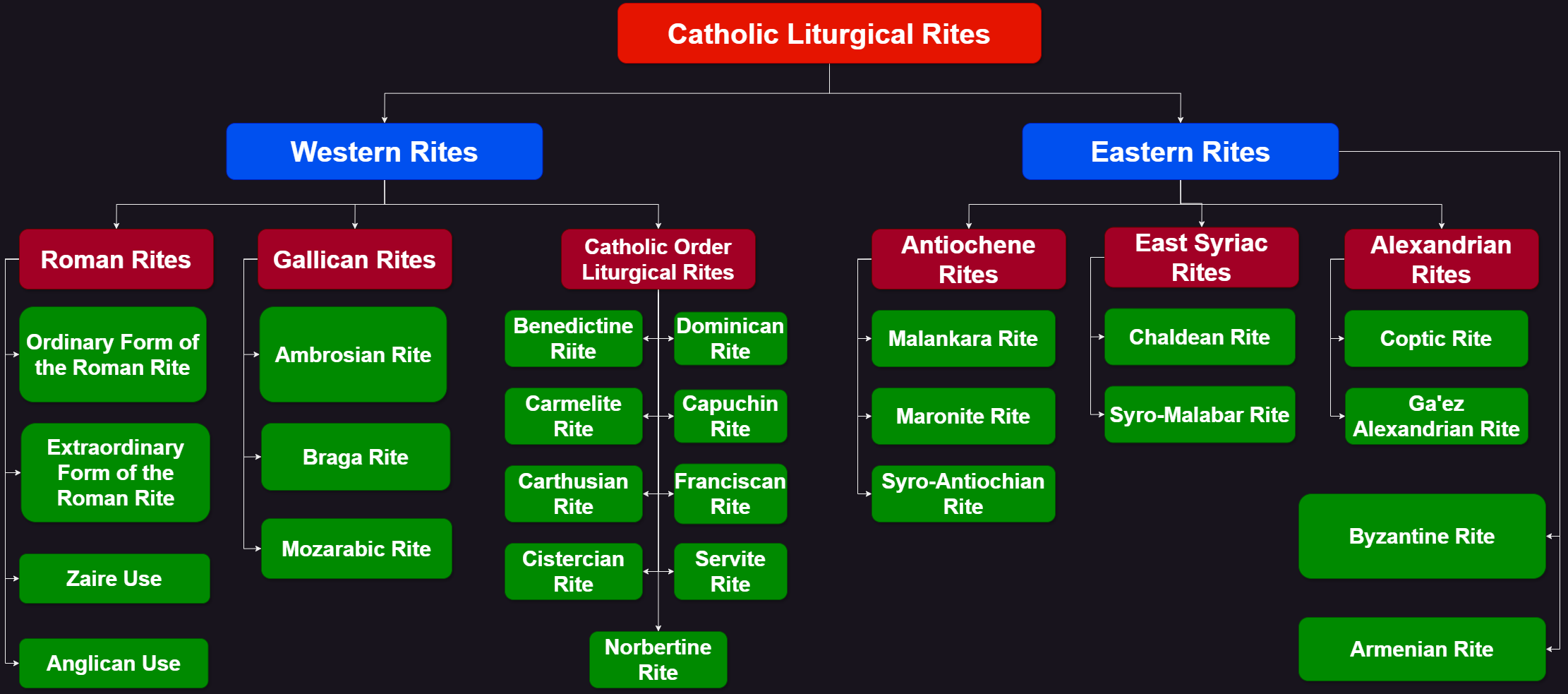
Tabulka katolických liturgických obřadů

Kodex kánonů východních církví definuje pojem „obřad“ takto: „Obřad je liturgické, teologické, duchovní a disciplinární dědictví, rozlišené podle kultury národů a historických okolností, které nachází výraz ve způsobu prožívání víry v každé autonomní církvi.“
Takto definovaný „obřad“ se týká nejen liturgie (způsobu bohoslužby), ale také teologie (chápání nauky), spirituality (modlitby a zbožnosti) a disciplíny (kanonického práva).
V tomto smyslu slova „obřad“ je seznam obřadů v katolické církvi totožný se seznamem obřadů v autonomních církvích, z nichž každá má své vlastní dědictví, které ji odlišuje od ostatních, a členství v církvi zahrnuje účast na jejím liturgickém, teologickém, duchovním a disciplinárním dědictví. Nicméně „církev“ odkazuje na lid a „obřad“ na jeho dědictví.
Kodex kánonů východních církví uvádí, že obřady, jimiž se zabývá (ale které neuvádí), vycházejí z následujících pěti tradic: alexandrijské, antiochijské, arménské, chaldejské a konstantinopolské. Protože se týká pouze východních katolických církví a obřadů, nezmiňuje se o církvích západní (latinské) tradice.
Slovo „obřad“ se někdy používá pouze v souvislosti s liturgií, přičemž se opomíjejí teologické, duchovní a disciplinární prvky v dědictví církví. V tomto smyslu je „obřad“ definován jako „celý komplex (liturgických) služeb nějaké církve nebo skupiny církví“.
Mezi „obřady“ v tomto výlučně liturgickém smyslu a autonomními církvemi neexistuje žádná přísná shoda, jako je tomu v případě, kdy je „obřad“ chápán jako v Kodexu kánonů východních církví. Čtrnáct autonomních církví byzantské tradice má jediný liturgický obřad, ale liší se především liturgickým jazykem, zatímco naopak jediná latinská církev má několik odlišných liturgických obřadů, jejichž univerzální hlavní forma, římský obřad, se koná v latině nebo v místním jazyce).

### Latinské (západní) obřady
Hlavní články: Latinské liturgické obřady a Římskokatolická církev
| Existující |
| --- |
| - Římský ritus - Řádná forma římského ritu - Mimořádná forma římského ritu - Anglikánský ritus - Zairský ritus - Galikánské rity - Ambrosiánský ritus (v italském Miláně a okolních oblastech) - Bragský ritus (v portugalském městě Braga) - Mozarabský ritus (v Toledu a Salamance ve Španělsku) - Katolické řádové liturgické rity - Benediktinský ritus - Karmelitánský ritus (pouze některé komunity nebo členové řádu) - Kartuziánský ritus (západní ritus galikánské rodiny) - Cisterciácký ritus - Dominikánský ritus (pouze některé komunity nebo členové řádu) - Premonstrátský ritus - Rity v širším slova smyslu (se neliší od římského ritu) - Kapucínský ritus - Františkánský ritus - Servitský ritus |

| Zaniklé |
| --- |
| - Africký ritus - Akvilejský ritus (severovýchodní Itálie) - Beneventský a sicilský ritus - Keltský ritus (Britské ostrovy) - Kolínský ritus (Kolín nad Rýnem, Německo) - Durhamský ritus (Durham, Anglie) - Ostřihomský ritus (Maďarsko) - Metský ritus (Nizozemí) - Nidarosský (Norsko) - Předtridentská mše (různé běžné formy římského ritu před rokem 1570) - Sarumský ritus (Salisbury, Anglie) - Uppsalský ritus (Švédsko) - Yorkský (York, Anglie) - Lyonský ritus |

### Východní obřady
Hlavní článek: Východní katolická liturgie
| Existující |
| --- |
| - Byzantský ritus - Antiochijské rity - Malankarský ritus - Maronitský ritus - Západosyrský ritus - Východosyrský ritus nebo chaldejská tradice - Chaldejský ritus - Syromalabarský ritus - Arménský ritus - Alexandrijský ritus - Koptský ritus - Ge'ez ritus |